# فور شارد ديسكتوب

4shred Desktop هو برمجيات مجانية مدير تنزيل/رفع تم إنشاؤه من قبل فور شارد من أجل مايكروسوفت ويندوز نظام التشغيل. إن الغرض الرئيسي من هذا البرنامج هو تقديم وصول فوري إلى حسابات 4shared وإدارة ملفات المستخدمين.

## الخصائص
- يدعم خادم الوكيل.
- سهل الاستخدام واجهة مستخدم رسومية.
- إضافات مجانية.
- متابعة التنزيلات/التحميلات التي توقفت.
- سحب وإفلات دعم.
- تزامن[4] بين حاسوب شخصي وحساب فور شارد ( حاليًا في وضع تجريبي ).
- يوجد به مؤشر مساحة.
- يوجد به بحث داخلي.
- يمكن حماية الملفات من خلال كلمة المرور.
- يمكن عرض/تشغيل الملفات من خلال عارض/مشغل داخلي.
- تحميل وتنزيل متعدد في وقت واحد.
- سجل الأنشطة.
- قائمة بالملفات المفضلة.
- تنزيل الروابط لكل ملف.
- القدرة على إرسال الملاحظات فورًا.
- وصول فوري إلى حساب 4shared دون الحاجة إلى فتح الموقع ذاته مع متصفح إنترنت.
- تبادل الملفات مع مستخدمين آخرين.

## التكامل
4shared Desktop تضيف خيارًا إضافيًا إلى قائمة معايير adds an extra option to the Windows النصية والتي يتم استدعائها بالنقر بيمين الفأرة على الملف.

## تعريب
4shared Desktop حاليًا لمتحدثي اللغة الإنجليزية فقط.

## راجع أيضًا
- قائمة مدراء التنزيل
- مقارنة بين مدراء التنزيل
- Internet Download Accelerator
- Download Master